# Solano (Philippines)
Solano est une municipalité de la province de Nueva Vizcaya, aux Philippines.